# Новогригоровка (Васильковский район)
Новогриго́ровка (укр. Новогригорівка) — село,
Павловский сельский совет,
Васильковский район,
Днепропетровская область,
Украина.
Код КОАТУУ — 1220787708. Население по переписи 2001 года составляло 564 человека.

## Географическое положение
Село Новогригоровка находится на расстоянии в 1 км от сёл Морозовское и Граничное (Новониколаевский район).
По селу протекает пересыхающий ручей с запрудами.

## Объекты социальной сферы
- Школа.
- Клуб.

## Достопримечательности
- Братская могила советских воинов.